# Dorothy Mackaill
Dorothy Mackaill (ur. 4 marca 1903 zm. 12 sierpnia 1990) – amerykańska aktorka filmowa pochodzenia angielskiego.

## Życiorys
Dorothy Mackaill urodziła się w Kingston upon Hull w Anglii. Jej rodzice rozeszli się, kiedy miała 11 lat. Dorothy zamieszkała wówczas z ojcem.
Uczęszczała do szkoły podstawowej w Thoresby. Marzyła o karierze aktorskiej. Jako nastolatka wyjechała do Londynu, gdzie podjęła naukę zawodu i zadebiutowała w teatrze. Następnie wyjechała do Paryża, gdzie poznała choreografa z Broadwayu. Dzięki jego protekcji dostała pracę w Ziegfeld Follies w Nowym Jorku. W Follies Dorota zaprzyjaźniła się z przyszłymi divami: Marion Davies i Nitą Naldi.
W 1920 roku Dorothy postanowiła spróbować swych sił jako aktorka filmowa i pojawiła się w swoim pierwszym filmie The Face at the Window (reż. Wilfred Noy). W 1924 roku uzyskała status gwiazdy po tym, jak zagrała rolę Marcelle, piosenkarki nocnego klubu w filmie The Man Who Came Back. Innymi głośnymi filmami z jej udziałem były Chickie (1925), Joanna (1925) oraz The Dancer of Paris (1926).
Jej kariera trwała do końca ery kina niemego. W okresie kina dźwiękowego Dorothy nie mogła się odnaleźć. Zagrała jeszcze w wielu filmach, ale z wolna traciła status gwiazdy.
Prywatnie była trzykrotnie mężatką. Wszystkie jej małżeństwa zakończyły się rozwodem. Jej mężami byli: Lothar Mendes (1926 - 1928), Neil Albert Miller (1931 - 1934) oraz Harold Patterson (1934 - 1938).

## Filmografia wybrana
- 1920: Łabędzie miliony
- 1924: The Painted Lady jako Violet
- 1928: The Barker jako Lou
- 1930: Służbowa żona jako Anne Murdock
- 1932: Dama kier jako Kay Everly
- 1937: Bulldog Drummond at Bay jako Doris